# USS Voyager
USS Voyager (NCC-74656) es una nave ficticia del universo  Star Trek, pertenece a la Flota Estelar de la Federación Unida de Planetas, es una Nave de la clase Intrepid, aparece en la serie Star Trek Voyager, fue botada en el año 2371 con 152 tripulantes y es comandada por la capitana Kathryn Janeway.

## Diseño
El boceto del Voyager fue diseñado por Richard D. James y el ilustrador Rick Sternbach. Más de una de las naves mostrada en la pantalla son resultado de imágenes por ordenador, aunque Tony Meinenger construyó un modelo a escala usado en la serie. El modelo principal para las filmaciones fue subastado en Christies el 6 de octubre del 2006 por 132000 dólares.
Cuenta con una novedosa tecnología para su época, los paquetes bio-neurales, que permiten la trasmisión de datos que asemejan al comportamiento del cerebro humano.
Es una nave cuya masa es de aproximadamente 700000 t, cuenta con 15 cubiertas y una tripulación original de 200 personas. Es capaz de desarrollar una velocidad de Warp. 9.975 además tiene la capacidad de aterrizar y despegar en la superficie de un planeta.

## Misión
En el año 2371 fue enviada a la estación espacial Espacio Profundo 9 con su primera misión de capturar a la nave Maqui Val Jean en las Tierras Baldías. Sin embargo, ambas naves son raptadas, por un ente conocido como el Guardián, a 70000 años luz del espacio de la Federación, a una región de la galaxia conocida como Cuadrante Delta, lugar en donde se desarrolla gran parte de la historia de Voyager. La nave queda dañada, muriendo varios miembros de su tripulación, incluyendo el primer oficial el teniente comandante Cavit, el jefe médico el doctor Fitzgerald y todo el personal de enfermería, el piloto de la nave, el oficial Stadi, y el jefe de ingeniería.
Para prevenir el genocidio de los Ocampa, Janeway ordena la destrucción de un dispositivo con la capacidad de transportar a la Voyager y la nave maqui al Cuadrante Alfa. Abandonados y con la nave maqui destruida, ambas tripulaciones deben integrarse y trabajar juntas dentro de la nave durante el posible viaje de 70 años de regreso a casa.
Su sofisticada tecnología ha sido en muchas ocasiones, motivo de deseo de las especies del cuadrante delta, menos desarrolladas, como los kazon, quienes desean sus sistemas de armas o los replicadores. Con el tiempo la nave recibe mejorías tecnológicas por parte de su tripulación o por parte de otras razas.
Posteriormente la Flota Estelar recibe avisos de la presencia de la nave en el Cuadrante Delta y establecen con el tiempo comunicación regular. Después de un viaje de 7 años la nave regresa al Cuadrante Alfa por medio de un conducto Borg transwarp con la ayuda de una almirante Janeway que viaja por el tiempo desde un futuro alterno.

## Oficiales Superiores
- Oficial en jefe: Capitán Kathryn Janeway.
- Primer oficial: Comandante Chakotay
- Jefe de operaciones: Alférez Harry Kim
- Jefe de Seguridad: Teniente Tuvok
- Jefe de ingeniería: B'Elanna Torres
- Timonel: Teniente Thomas Paris
- Oficial de Ciencias: Siete de nueve
- Oficial médico: Doctor Holográfico (Dr.Joe en el capítulo final)